# Csuty Pál
Felsőcsúti Csuty Pál (1604 körül – Návoly, 1694. szeptember 25.) Nyitra vármegyei tisztviselő, Lednic várának kapitánya.

## Élete

A gányi ág címere a pecsétlenyomatok alapján

Csuty Benedek Pozsony vármegyei szolgabíró, később helyettes alispán Halácsy Borbálával kötött (második) házasságából született. Benedek Eszéky Magdolnával való első házasságából 4 féltestvére is ismert, ezen kívül volt egy édesnővére is. Apja még fiatal korában elhunyt, de tanulmányait sikerült folytatnia. Előbb Dezsericzky Mihály Trencsén vármegyei jegyzőnél tanult jogot, majd 1626-1630 között és 1632-ben a Nagyszombati Jezsuita Gimnáziumban is tanulhatott.
1636-ban szintén feltűnik egy Pál a Szatmári Református Kollégium matrikula kódexében, illetve 1647 augusztusában Szamoskéren szolgált lelkészként. 1647 márciusában elhunyt felesége. Azonosságuk egyelőre nem bizonyított.

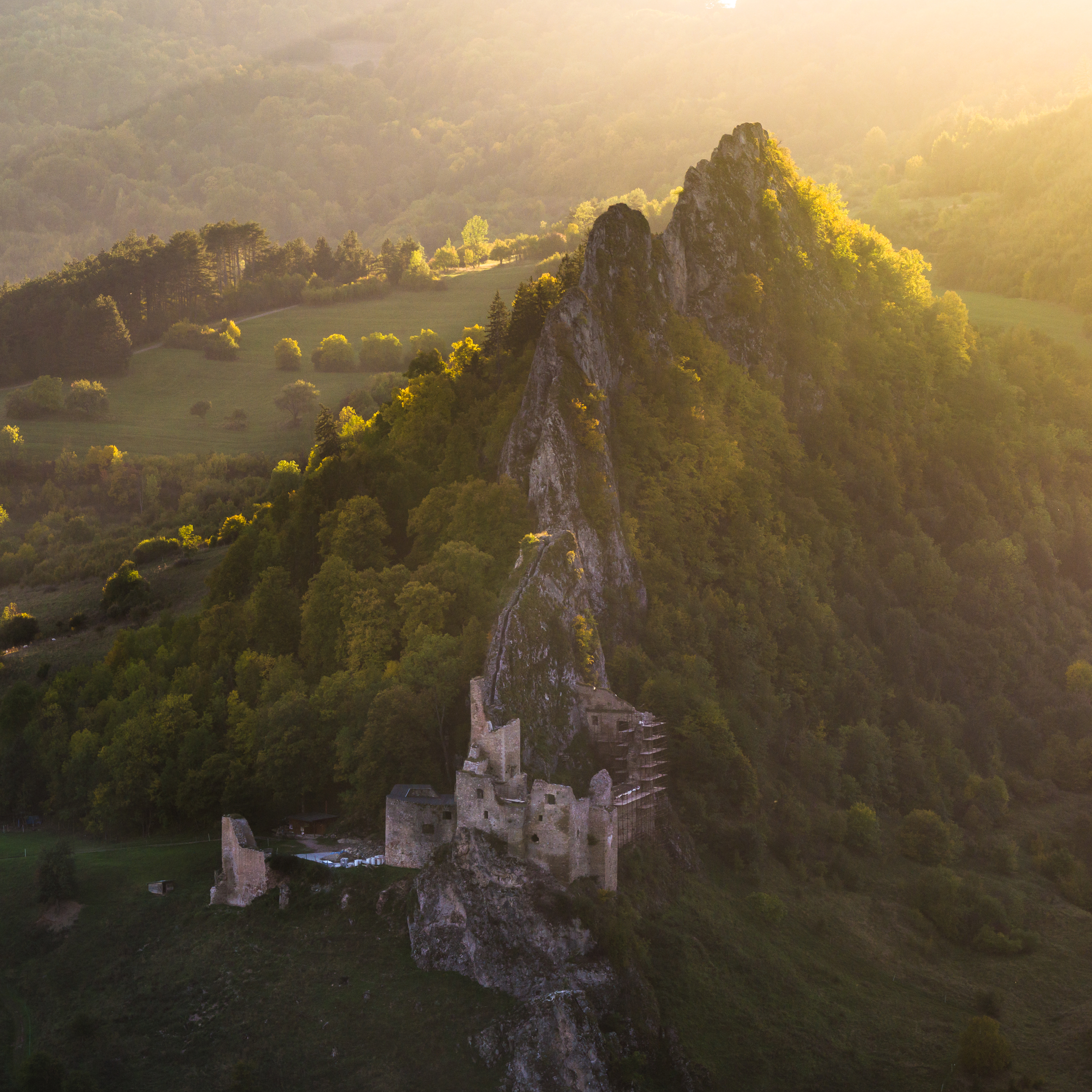
Lednic vára 2018-ban

Ravatali gyászbeszéde szerint Illésházy Gáspár (1593-1648) titkára, majd utódai Illésházy Gábor (†1667) és Illésházy György (†1684) udvarának igazgatója lett. Ezután Nádasdy Ferenc (1625-1671) jószágigazgatója, majd pedig Rákóczy Ferenc (1645-1676) birtokintézője volt. 1664-ben Pápán szolgált kapitányként, ezen minőségében aktívan részt vett a Szentgotthárdnál csatát vesztő törökök üldözésében, végül 1665-től a Lednici uradalom kapitánya volt. Valószínűleg a kistapolcsányi várkapitányságot szánták neki, azt azonban végül a lévai hős Szobonya István kaphatta. Egyes levelek tanúsága szerint feltételezhetően ugyanott szolgált még 1669-ben és 1670-ben is. 1669-ben e minőségében Nyitraszegen vette át Zrínyi Péter 11 darab elismervényét. A Wesselényi-összeesküvés bukása után 1672-ben szolgabíróként többekkel a Nyitra vármegyén átvonuló nyugati hadakat kisérte. 1680-ban még eljárása folyt Nyitra vármegyében.
Valószínű, hogy eleinte kapcsolatrendszerének kialakításában nagy hatása lehetett rokonainak, korán elhunyt atyjának vagy például nagybátyjának Gáspárnak, aki szintén Illyésházy, majd Thurzó, végül Bethlen Gábor erdélyi fejedelem szolgálatában állt, illetve a valószínűleg szintén rokon István és Mihály testvéreknek, akik Thurzó familiárisok is voltak egyben.
Peter Keresteš szerint návolyi birtokát, ahol végül letelepedett, 1647-1652 között szerezte, ottani szerződések azonban még 1654-ből is ismertek. 1657-ben nemesnebojszai házát zálogba bocsátotta, 1656-ban, majd pedig 1669-ben a nemeskajali földjeit is elzálogosította. 1678-ban rendezte felesége révén szerzett kerpelényi birtokainak helyzetét. Návolyon bíróként is szolgált. Erről Ali Ripain érsekújvári török pasa 1675-ös fenyegető levele tanúskodik, amelyben adófizetésre akarta kényszeríteni a falut. Szolgabírói tevékenysége főként a nemesi összeírásokból ismert. Ezen hivatalát elsősorban Bajmócon végezhette 1669-1682 között.
1680-ban a kuruc hadak éjnek idején felforgatták családi házát, levelesládáját és őt magát rabságba vetették, ami miatt még 1685-ben is kellemetlenségei voltak a vármegyei hatóságokkal. Fennmaradtak naplótöredékei is (1642-1673, illetve 1693-1697), melyek szerint háromszor nősült. Első felesége 1642-től Zerdahelyi Tamás lánya Judit, a második 1648-tól nagyugróci Bossányi János lánya Katalin, a harmadik pedig 1652-től (?) regőczi Huszár Mátyás és ozori és kohanóci Ottlik Anna lánya Zsuzsanna volt. Mindegyikük ismert köznemesi családból származott, ami megfelelhetett Pál társadalmi helyzetének. Első két felesége, illetve gyermekei többsége (összesen 9 ismert) korán elhaltak, csupán a harmadik házasságából származó 3 gyermeke érte meg a felnőttkort és csak Gáspár nevű fiától ismert a család további leszármazása.
Ravatali gyászbeszéde fontos szlovák nyelvtörténeti forrás.
Címerpecsétje számos hivatali ügyiraton megtalálható. 1676. május 20-i Szalakuszon létrejött Csergheő családbeli egyezség okiratán is szerepel nyolcszögű gyűrűspecsétjének vörösviasz-lenyomata, melyben a pajzsban kétfarkú jobbra lépő oroszlán jobbjában kardot, baljában valószínűleg kettőskeresztet tart. Koronás sisakdíszben növekvőn, felirata CZVTI PÁL.